# Drugi rząd Laimdoty Straujumy

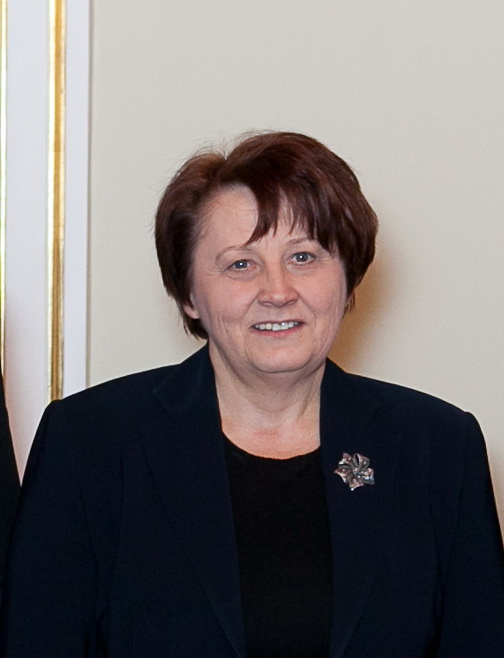
Laimdota Straujuma

Drugi rząd Laimdoty Straujumy (łot. Straujumas 2. Ministru kabinets) – centroprawicowy gabinet koalicyjny rządzący Łotwą od 5 listopada 2014 do 11 lutego 2016.

## Historia
5 stycznia 2014 Laimdota Straujuma, dotychczasowa minister rolnictwa w trzecim rządzie Valdisa Dombrovskisa, została wysunięta przez Jedność jako kandydatka na nowego premiera. Następnego dnia prezydent Andris Bērziņš powierzył jej misję sformowania nowego rządu. Koalicyjny gabinet rządził Łotwą od 22 stycznia 2014.
W wyniku wyborów parlamentarnych z 4 października 2014, które wygrały dotychczasowe partie rządzące, stworzony został nowy rząd Laimdoty Straujumy. Koalicję odnowiły wówczas Jedność (V), Związek Zielonych i Rolników (ZZS) oraz Zjednoczenie Narodowe „Wszystko dla Łotwy!” – TB/LNNK (NA). 4 listopada Andris Bērziņš powierzył Laimdocie Straujumie misję sformowania kolejnego gabinetu. Następnego dnia Sejm wyraził wotum zaufania nowemu gabinetowi większością 61 głosów „za” przy 39 głosach „przeciw”.
7 grudnia 2015 Laimdota Straujuma podała się do dymisji. Jej gabinet urzędował do 11 lutego 2016. Tego samego dnia zaprzysiężono nowy gabinet pod kierownictwem Mārisa Kučinskisa z ZZS

## Skład gabinetu
Premier
- Laimdota Straujuma (V)

Minister obrony narodowej
- Raimonds Vējonis (ZZS, do 7 lipca 2015), Raimonds Bergmanis (ZZS, od 8 lipca 2015)

Minister spraw zagranicznych
- Edgars Rinkēvičs (V)

Minister gospodarki
- Dana Reizniece-Ozola (ZZS)

Minister finansów
- Jānis Reirs (V)

Minister spraw wewnętrznych
- Rihards Kozlovskis (V)

Minister oświaty i nauki
- Mārīte Seile (V)

Minister kultury
- Dace Melbārde (NA)

Minister zabezpieczenia społecznego
- Uldis Augulis (ZZS)

Minister komunikacji
- Anrijs Matīss (V, do 4 listopada 2015)

Minister sprawiedliwości
- Dzintars Rasnačs (NA)

Minister zdrowia
- Guntis Belēvičs (ZZS)

Minister ochrony środowiska i rozwoju regionalnego
- Kaspars Gerhards (NA)

Minister rolnictwa
- Jānis Dūklavs (ZZS)